# Xyleutes acontucha
Xyleutes acontucha är en fjärilsart som beskrevs av Turner 1903. Xyleutes acontucha ingår i släktet Xyleutes och familjen träfjärilar. Inga underarter finns listade i Catalogue of Life.